# Serolina minuta
Serolina minuta is een pissebed uit de familie Serolidae. De wetenschappelijke naam van de soort is voor het eerst geldig gepubliceerd in 1884 door Beddard.